# 456
El 456 (CDLVI) fou un any de traspàs començat en diumenge del calendari julià.

## Esdeveniments
- Els visigots sota el rei Teodoric II, per ordres d'Avitus, envaeixen Hispania amb un exèrcit de burgundis, francs i gots, dirigit pels seus reis Khilperic I i Gondioc. Derroten els sueus sota el rei Requiari al riu Orbigo, prop d'Astorga (Gal·lècia); la qual cosa trenca el poder dels sueus.[1]